# Episodi di Un medico tra gli orsi (quarta stagione)
Questa voce contiene riassunti, dettagli e crediti dei registi e degli sceneggiatori della quarta stagione della serie televisiva Un medico tra gli orsi. Negli Stati Uniti è stata trasmessa per la prima volta il 28 settembre 1992 e si è conclusa il 24 maggio 1993. In Italia è andata in onda per la prima volta su Rai 2 dal 7 agosto all'8 settembre 1995 alle ore 17.25.

La "bolla" di Mike Monroe dal quinto episodio della quarta stagione

| nº | Titolo originale        | Titolo italiano                          | Prima TV USA      | Prima TV Italia   |
| -- | ----------------------- | ---------------------------------------- | ----------------- | ----------------- |
| 1  | Northwest Passages      | Buon compleanno Maggie                   | 28 settembre 1992 | 7 agosto 1995     |
| 2  | Midnight Sun            | Sole di mezzanotte                       | 5 ottobre 1992    | 8 agosto 1995     |
| 3  | Nothing's Perfect       | Nessuno è perfetto                       | 12 ottobre 1992   | 9 agosto 1995     |
| 4  | Heroes                  | A ciascuno il suo idolo                  | 19 ottobre 1992   | 10 agosto 1995    |
| 5  | Blowing Bubbles         | A come Allergia                          | 2 novembre 1992   | 11 agosto 1995    |
| 6  | On Your Own             | Grazie, Federico                         | 9 novembre 1992   | 14 agosto 1995    |
| 7  | The Bad Seed            | È tornata... Principessa                 | 16 novembre 1992  | 15 agosto 1995    |
| 8  | Thanksgiving            | Teschi, scheletri e pomodori             | 23 novembre 1992  | 16 agosto 1995    |
| 9  | Do the Right Thing      | Dalla Russia senza amore                 | 30 novembre 1992  | 17 agosto 1995    |
| 10 | Crime and Punishment    | Sorvegliato speciale                     | 14 dicembre 1992  | 18 agosto 1995    |
| 11 | Survival of the Species | La sopravvivenza della specie            | 4 gennaio 1993    | 21 agosto 1995    |
| 12 | Revelations             | Rivelazioni                              | 11 gennaio 1993   | 22 agosto 1995    |
| 13 | Duets                   | In cerca di qualcuno                     | 18 gennaio 1993   | 23 agosto 1995    |
| 14 | Grosse Point, 48230     | Festa in famiglia                        | 1º febbraio 1993  | 24 agosto 1995    |
| 15 | Learning Curve          | Non è mai troppo tardi                   | 8 febbraio 1993   | 25 agosto 1995    |
| 16 | Ill Wind                | Tutta colpa del vento                    | 15 febbraio 1993  | 28 agosto 1995    |
| 17 | Love's Labour Mislaid   | Rivali in amore                          | 21 febbraio 1993  | 29 agosto 1995    |
| 18 | Northern Lights         | Una notte lunga un giorno                | 1º marzo 1993     | 30 agosto 1995    |
| 19 | Family Feud             | Faida in famiglia                        | 8 marzo 1993      | 31 agosto 1995    |
| 20 | Homesick                | Nostalgia                                | 15 marzo 1993     | 1º settembre 1995 |
| 21 | The Big Feast           | La grande festa                          | 22 marzo 1993     | 4 settembre 1995  |
| 22 | Kaddish for Uncle Manny | Preghiera per qualcuno che abbiamo amato | 3 maggio 1993     | 5 settembre 1995  |
| 23 | Mud and Blood           | Fango e sangue                           | 10 maggio 1993    | 6 settembre 1995  |
| 24 | Sleeping with the Enemy | A letto con il nemico                    | 17 maggio 1993    | 7 settembre 1995  |
| 25 | Old Tree                | Referto... per Vicky                     | 24 maggio 1993    | 8 settembre 1995  |

## Buon compleanno Maggie
- Titolo originale: Northwest Passages
- Diretto da: Dean Parisot
- Scritto da: Robin Green

### Trama
Alla vigilia del compleanno dei trent'anni, Maggie decide di celebrare l'importante traguardo da sola, riflettendo sulla propria vita e scrivendo delle lettere alle persone del proprio passato per poi affidarle alla corrente del fiume, 
secondo una tradizione indiana suggeritale da Ed. Invece di alleggerirsi l'anima, si ritrova a vaneggiare per la febbre (causata da un'appendicite) e vedere i defunti compagni Rick, Bruce, David, Glen... e perfino Steve, con cui era uscita un'unica volta e che è morto colpito da un fulmine, che le rinfacciano tutti i suoi difetti.
Chris riceve per posta la propria laurea in ingegneria e può mettere alla prova la sua capacità di insegnamento aiutando Marilyn a prendere la patente di guida, un piccolo impegno nel quale il dj radiofonico dimostra un entusiasmo del tutto sproporzionato.
Maurice si dedica alla stesura della propria autobiografia, con l'irritazione dei concittadini costretti a sentirsi raccontare aneddoti più o meno interessanti.

### Guest star
- Richard "Rick" Pederson - Grant Goodeve (come tale anche in 1.2, 1.1, 1.4, 1.5, 1.6, 2.7, 2.1, 3.1)

### Colonna sonora
Happy Birthday (Stevie Wonder) 			

### Citazioni
Chris cita Lo Zen e l'arte della manutenzione della motocicletta di Robert M. Pirsig.

## Sole di mezzanotte
- Titolo originale: Midnight Sun
- Diretto da: Michael Katleman
- Scritto da: Geoffrey Neigher

### Trama
Il "sole di mezzanotte" causa in Joel uno straordinario eccesso di energie ed un vero e proprio cambio di personalità. Si impegna con esagerato impegno nel ruolo di allenatore della locale squadra di basket dei Quarks per l'annuale partita contro Sleetmute ma, dopo essere rimasto sveglio ininterrottamente per troppo tempo, ha un completo crollo fisico prima che venga disputata e dorme per tre giorni interi.
Maurice, colpito dall'effetto su Joel di quel particolare periodo di luce ininterrotta, ha l'idea di trasformare Cicely in una stazione termale in cui "vendere la luce del sole" ai depressi delle grandi città americane, ma l'abbandona vedendo come si riduce alla fine il medico newyorkese.
A Cicely arriva per una delle sue periodiche visite il venditore ambulante di abbigliamento Gillis Toomey, che propone a Ruth-Anne di sposarlo.
- Musiche:
- Riferimenti letterari e cinematografici:

## Nessuno è perfetto
- Titolo originale: Nothing's Perfect
- Diretto da: Nick Marcks
- Scritto da: Diane Frolov, Andrew Schneider

### Trama
Chris investe con l'auto un cane e si innamora della sua padrona, Amy, una studiosa di matematica alla ricerca del significato del Pi greco, ma inspiegabilmente causa la morte di un altro dei suoi animali, un uccellino, e lei gli chiede di sacrificare la sua amata Harley-Davidson per riequilibrare il loro rapporto, iniziato in modo così bizzarro.
Maurice acquista un prezioso orologio antico, che gli viene portato a Cicely da un insolito restauratore, il giovane metallaro tedesco Rolf Hauser (Mark Pellegrino). Quando scopre che l'orologio va avanti e a detta di Rolf non è possibile farci niente, Maurice se la prende con il giovane tecnico, per poi accettare infine l'idea che non vada ricercata la perfezione.
Rolf fa amicizia con Ed e gli ripara la cinepresa, consentendogli di ricominciare la sua attività di regista dilettante.
- Musiche: Inchworm (Danny Kaye)
- Riferimenti letterari e cinematografici: Rolf cita Balla coi lupi, Ed cita alcuni titoli della sua collezione di videocassette, tra cui Il maratoneta, I ragazzi venuti dal Brasile e Il promontorio della paura.

## A ciascuno il suo idolo
- Titolo originale: Heroes
- Diretto da: Charles Braverman
- Scritto da: Jeff Vlaming

### Trama
Chris riceve un voluminoso pacco che si rivela essere il cadavere di Tooley (impersonato da Mickey Jones), suo mentore e guida negli anni giovanili, principale artefice della sua formazione culturale ed umana, che voleva fosse lui ad occuparsi delle proprie esequie. Il dj fatica a trovare il modo per rendere adeguatamente omaggio ad una persona che è stata così importante per la sua vita, non si accontenta di una semplice sepoltura e alla fine, dopo aver rinunciato all'idea di un funerale alla vichinga, ricorre nuovamente alla sua catapulta, gettando il corpo nel fiume.
Il celebre rocker Brad Bonner (impersonato da Adam Ant) arriva per sbaglio nella piccola Cicely, dove suscita l'entusiasmo dell'eterna groupie Shelly. Il chitarrista decide di organizzare un concerto insieme a percussionisti indiani, documentato dalla cinepresa di Ed, ma il suo atteggiamento tra contagiosa ingenuità e scaltro opportunismo non piace agli indiani, che rinunciano al progetto.
- Musiche:  A Whiter Shade of Pale (Procol Harum)
- Riferimenti letterari e cinematografici: Ed cita i documentari Nanook l'eschimese e A letto con Madonna.

## A come Allergia
- Titolo originale: Blowing Bubbles
- Diretto da: Rob Thompson
- Scritto da: Mark B. Perry

### Trama
Alla già variegata comunità di Cicely si aggiunge un nuovo, bizzarro membro, l'ex avvocato Mike Monroe, costretto ad allontanarsi dalla civiltà e ad isolarsi in una "casa geodetica" in Alaska poiché colpito da sensibilità chimica multipla. La sua insolita situazione suscita inevitabilmente un senso di partecipazione nella sensibile Maggie e di incredulità nello scettico Joel.
Ruth-Anne riceve la visita del figlio Matthew, consulente finanziario che vorrebbe abbandonare il suo stile di vita frenetico e materialista per una vita più semplice, aprendo lì a Cicely un negozio di pesca. Ma nel giro di pochi giorni appare evidente che non è in grado di farlo, ostacolato nei suoi propositi di cambiamento anche da Maurice, che ne vuole sfruttare le competenze, e Ruth-Anne deve accettare questo figlio così diverso eppure simile a lei.
- Musiche:
- Riferimenti letterari e cinematografici: riferendosi alla situazione di Mike Monroe, Ed cita i film Incontri ravvicinati del terzo tipo e Andromeda, Chris la vita di Marcel Proust.

## Grazie, Federico
- Titolo originale: On Your Own
- Diretto da: Joan Tewkesbury
- Scritto da: Sy Rosen, Christian Williams

### Trama
A Cicely ritorna la compagnia circense di cui fa parte Roberto Bellati, l'"Uomo volante", che riprende il corteggiamento di Marilyn, arrivando al punto di interrompere il proprio mutismo, che il dottor Fleischman vorrebbe curare ma in realtà è autoimposto (perché le parole sono pesanti, «se gli uccelli parlassero non potrebbero volare»), per dirle "Ti amo". Ma l'indiana, come già in precedenza, non è disposta a lasciare tutta la propria vita per partire con lui.
Ed, in piena crisi creativa, per superare il tipico blocco dello scrittore va a pescare e dentro un pesce trova un anello con l'incisione "F.F. con amore Giulietta", convincendosi che sia stato posseduto da Federico Fellini. Cambia modo di vestirsi, ha vere e proprie visioni, viene letteralmente posseduto dall'immaginario onirico felliniano ed è costretto a gettar via l'anello per ritrovare se stesso.
Maurice chiede a Mike Monroe, l'"uomo della bolla", di stendere per lui un nuovo testamento, in cui sia incluso Duk Won, il figlio coreano di cui ha scoperto solo di recente l'esistenza (3.10). Maggie si offre di aiutare Mike con il lavoro e dopo aver trascorso qualche giorno a stretto contatto si accorge di essersene innamorata.
- Musiche:
- Riferimenti letterari e cinematografici: Ed cita i film La notte dell'iguana, Il cervello di Donovan e Il padrino; indica come propri maestri Federico Fellini, Francis Ford Coppola, Steven Spielberg, Martin Scorsese, Lina Wertmüller.

## È tornata... Principessa
- Titolo originale: The Bad Seed
- Diretto da: Randall Miller
- Scritto da: Mitchell Burgess

### Trama
È arrivato il tempo dell'annuale passaggio delle gru, fra le quali c'è anche Principessa, allevata da Ed, che ora è però preoccupato che l'uccello non sia abbastanza indipendente da lui.
Holling, convinto di essere sterile, è sconvolto dall'arrivo a Cicely di una donna, Jackie, che sostiene di essere sua figlia (come provato dalle analisi mediche) e il suo comportamento disonesto sembra confermare tutti i suoi timori sul "seme malato" della maledetta stirpe dei Vincoeur. Oltre a dover sopportare la presenza di una figlia truffatrice, deve subire anche i rimproveri di Shelly, arrabbiata perché lui le ha lasciato credere finora che fosse lei ad essere sterile.
Marilyn decide di lasciare la casa di famiglia e si rivolge a Maggie per trovare la casa dei propri sogni, ma è terribilmente esigente e alla fine si ritrova a comprare proprio la casa che ha appena lasciato, venduta da sua madre a questo scopo.
- Musiche: Lay My Love (Brian Eno & John Cale)
- Riferimenti letterari e cinematografici: Ed cita il film Pookie

## Teschi, scheletri e pomodori
- Titolo originale: Thanksgiving
- Diretto da: Michael Fresco
- Scritto da: David Assael

### Trama
Anche la Festa del Ringraziamento, come il Natale, a Cicely risente della forte presenza indiana: prevale il significato di Festa dei Morti, con tanto di parata in costume, e gli indiani possono esprimere il proprio "risentimento etnico" tirando pomodori ai concittadini bianchi, che accettano senza problemi l'innocua usanza, ad eccezione di Joel, che in quanto ebreo si sente parte a sua volta di un popolo perseguitato. Ma il senso di persecuzione diventa molto più personale quando scopre che lo Stato dell'Alaska ha aggiunto un quinto anno al suo servizio, a causa dell'inflazione, e sprofonda nella più nera depressione, al pensiero che gli manchino ancora 3 anni e 9 mesi alla "libertà".
Chris si accorge di provare una specie di strana nostalgia per i "bei tempi andati" trascorsi in prigione e durante il Ringraziamento si collega via radio con il carcere della Virginia nel quale ha scontato la propria pena per risentire i compagni di quei giorni.
Dopo tre mesi a Cicely, Mike sente peggiorare le proprie condizioni e teme di doversi allontanare ancor di più dalla civiltà, spingendosi fino in Groenlandia, ma decide di abbandonare tutte le proprie precauzioni almeno per una sera e festeggiare insieme a tutti gli altri.
- Musiche: Flight of the Cosmic Hippo (Bela Fleck & The Flecktones)
- Riferimenti letterari e cinematografici:

## Dalla Russia senza amore
- Titolo originale: Do the Right Thing
- Diretto da: Nick Marck
- Scritto da: Diane Frolov, Andrew Schneider

### Trama
Victor (impersonato da David Hemmings), un ex-membro del KGB, si presenta a Cicely per offrire a Maurice l'acquisto del dossier raccolto sul suo conto dai sovietici ai vecchi tempi della Guerra fredda. L'ex astronauta, essendo impegnato nella stesura delle proprie memorie, pensa possa essergli utile, ma leggendolo scopre di aver commesso in passato una leggerezza che potrebbe essere considerata perfino tradimento e deluso da se stesso decide di bruciare quanto scritto finora. Sarà Chris a fargli capire che nessuno è perfetto, inventando un falso dossier sul generale Douglas MacArthur, idolo di Maurice.
Holling è turbato dal primo controllo al The Brick in trent'anni, da parte di un giovane, scrupoloso ispettore di igiene. Non sopporta di essere giudicato, ma Shelly, dall'alto della sua esperienza di reginetta di bellezza, lo aiuta ad affrontare nel modo giusto l'esame altrui.
Maggie, profondamente colpita dalla morte di un pilota, visto che avrebbe dovuto essere al suo posto, decide di cambiare il proprio atteggiamento nei confronti della vita, ma l'eccesso di bontà verso gli altri le causa addirittura un'ulcera e per salvaguardare la propria salute deve tornare all'abituale scontrosità.
- Musiche:
- Riferimenti letterari e cinematografici: Shelly va a vedere al cinema L'ultimo boy scout.

## Sorveglianza speciale
- Titolo originale: Crime and Punishment
- Diretto da: Rob Thompson
- Scritto da: Jeff Melvoin

### Trama
Il sergente Semanski presenta a Chris un mandato di arresto dello stato della Virginia Occidentale per aver violato la libertà vigilata. All'udienza per l'estradizione Chris è difeso da Mike, che sceglie un'eccentrica linea di difesa, sostenendo che il dj semplicemente non è più la stessa persona di un tempo. Il giudice donna, che nel frattempo ha fatto amicizia con Ruth-Anne, ribadisce la colpevolezza di Chris, il quale è addirittura soddisfatto del verdetto negativo in quanto dimostrazione del corretto funzionamento della giustizia, ma riconoscendone l'importanza all'interno della comunità gli concede di restare a Cicely per tre anni, in attesa che venga trovato un sostituto (e sempre che il West Virginia voglia chiedere ancora l'estradizione).
- Musiche:
- Riferimenti letterari e cinematografici: Chris cita il romanzo Billy Budd di Herman Melville

## La sopravvivenza della specie
- Titolo originale: Survival of the Species
- Diretto da: Dean Parisot
- Scritto da: Denise Dobbs

### Trama
In seguito ad uno spaventoso incubo su un mondo futuro devastato dall'inquinamento, Ed sviluppa una forte consapevolezza ambientalista. Con l'aiuto di Mike Monroe prima decide di girare un documentario, poi di cominciare a conservare semi di piante per preservarne l'esistenza.
Maggie scopre nel proprio giardino dei reperti indiani. Dopo aver inizialmente concesso a Maurice e ad altri di recuperarli, capisce che tutti quegli oggetti sono testimonianza della vita quotidiana delle donne e non devono essere profanati dagli uomini, quindi insieme ad altre donne torna a seppellirli, come celebrazione della femminilità.
Un ragazzino, scappato da un campeggio, si innamora di Shelly mentre Holling e Chris vi si riconoscono e rivelano un certo senso paterno nei suoi confronti.
- Musiche:
- Riferimenti letterari e cinematografici: Ed cita alcuni film di fantascienza (2001: Odissea nello spazio, Blade Runner, Il pianeta delle scimmie, Jurassic Park) e intitola il proprio documentario ambientalista Apocalypse Now, Maggie legge un brano di Mary Wollstonecraft, Chris regala al ragazzino Il libro della giungla di Rudyard Kipling.

## Rivelazioni
- Titolo originale: Revelations
- Diretto da: Dan Attias
- Scritto da: Diane Frolov, Andrew Schneider

### Trama
Chris decide di trascorrere un periodo di contemplazione in un monastero ma, in quel luogo di pace, invece di trovare la tranquillità rimane ossessionato dalla scelta estrema del voto del silenzio da parte di frate Simon, una cosa inconcepibile per un "drogato della parola" come lui. Arriva al punto di provare una vera e propria attrazione fisica, finché non scopre con sollievo che sotto le vesti monacali si cela una donna.
Ruth-Anne, dopo anni come affittuaria di Maurice, riesce a riscattare la proprietà dell'emporio, ma lui non prende bene questa perdita di potere nei suoi confronti e finiscono per litigare violentemente. Ci va di mezzo il mite Ed, che lavora per entrambi e non può sopportare quella situazione di conflitto: attraverso un video-messaggio, riesce a farli riconciliare.
Joel è frustrato dalla mancanza di pazienti che si protrae da giorni, la completa inattività lo fa impazzire.
- Musiche:
- Riferimenti letterari e cinematografici: Chris è ispirato dalla lettura delle opere di Thomas Merton, Ed cita Il leone d'inverno, Chi ha paura di Virginia Woolf?, Interiors, Il cowboy con il velo da sposa, Gente comune.

## In cerca di qualcuno
- Titolo originale: Duets
- Diretto da: Win Phelps
- Scritto da: Geoffrey Neigher

### Trama
Quello-che-aspetta (Floyd Red Crow Westerman), lo spirito guida di Ed, riappare al ragazzo indiano e lo conduce dal suo padre naturale. Fingendosi carpentiere, Ed ha occasione di lavorare con lui e conoscerlo un po', prima di rivelargli di essere suo figlio. Il loro è un incontro sereno, non traumatico, perché Ed non ha nulla da rimproverargli, per quanto possa dispiacergli non aver avuto dei genitori è però grato di essere stato cresciuto amorevolmente da un'intera tribù.
Maggie e Mike investigano su alcuni bidoni abbandonati da una stazione di ricerca russa, potenzialmente pericolosi per l'ambiente. Condividendo questo impegno, si avvicinano al punto da arrivare a baciarsi per la prima volta, ma poi Maggie si tira indietro, memore della "maledizione" che ha colpito tutti gli uomini di cui si è innamorata.
Un accordatore di pianoforti cieco arriva al The Brick per sistemare un vecchio piano trascurato. Malgrado i suoi modi bruschi, che mettono a dura prova la pazienza di Holling, dimostra di conoscere bene il proprio lavoro. 
- Musiche: Notturno n. 1 (Fryderyk Chopin)
- Riferimenti letterari e cinematografici: Shelly cita la serie televisiva La casa nella prateria; Ed mostra a Quello-che-aspetta il film Il posto delle fragole.

## Festa in famiglia
- Titolo originale: Grosse Point, 48230
- Diretto da: Michael Katleman
- Scritto da: Mitchell Burgess, Robin Green

### Trama
Maggie deve tornare in famiglia, a Grosse Point, ricco sobborgo di Detroit, per il compleanno della nonna, e riesce a convincere Joel ad accompagnarla, con la promessa di biglietti per una partita di basket NBA, fra i locali Detroit Pistons e i suoi amati New York Knicks. Mentre Maggie ha modo di avere un intimo confronto con l'anziana festeggiata, Joel conosce la sua eccentrica famiglia e si ritrova pure a giocare a basket uno contro uno con una vecchia fiamma di Maggie, Jed Fleming (D. David Morin).
- Musiche: Ain't Too Proud to Beg (The Temptations)
- Riferimenti letterari e cinematografici: il titolo originale riecheggia quello della serie televisiva Beverly Hills 90210.

## Non è mai troppo tardi
- Titolo originale: Learning Curve
- Diretto da: Michael Vittes
- Scritto da: Jeff Vlaming

### Trama
Marilyn si concede una vacanza per andare alla scoperta di Seattle. Joel, preoccupato che l'indiana non sia preparata per un viaggio nella grande città, prima glielo organizza nei dettagli, non richiesto, poi quando non riceve notizie da lei (che ha preferito seguire la propria curiosità e non i consigli del dottore) arriva al punto di andare di persona a Seattle per cercarla, al gravoso prezzo di un ulteriore periodo di servizio a Cicely.
Holling decide di prendere il diploma di scuola superiore, avendo abbandonato anticipatamente la scuola e sentendosi in difetto nei confronti della giovane compagna Shelly. Avendo passato gran parte della sua vita da solitario autodidatta, è molto difficile adattarsi a una classe di ragazzini e a un'insegnante più giovane di lui, Jane. Ma, alla fine con l'aiuto dell'amorevole compagna, raggiunge il proprio obiettivo.
La presenza di Jane (impersonata da Jo Anderson), donna forte ma non femminista, mette in crisi le convinzioni progressiste di Maggie.
- Musiche: Ojibway Square Dance (Georgia Wettlin-Larsen)
- Riferimenti letterari e cinematografici: Ed cita il film Frantic.

## Tutta colpa del vento
- Titolo originale: Ill Wind
- Diretto da: Rob Thompson
- Scritto da: Jeff Melvoin

### Trama
Cicely è spazzata da un vento che tutti considerano portatore di influenze negative. Uno screzio ad una partita di RisiKo! causa un'escalation di ostilità fra Joel e Maggie, che tirano fuori tutta la tensione reciproca accumulata finora: Maggie dà un pugno a Joel, rompendogli il naso; lui reagisce con una denuncia legale; lei risponde con un preavviso di sfratto e con un altro pugno. L'ostilità crescente tra i due finisce per essere sfogata come avrebbe dovuto succedere già da parecchio tempo... con un appassionato rapporto sessuale. Alla fine, i due, per quanto soddisfatti, attribuiscono tutta la responsabilità al vento e sostengono che la cosa non si ripeterà.
Mentre stanno installando una nuova trasmittente per la radio, Maurice a causa del vento rischia di precipitare dal tetto e Chris lo salva dalla caduta che avrebbe potuto essere fatale. L'ex astronauta non sopporta di sentirsi in debito con il dj e prima gli offre una grossa cifra come ricompensa per il suo gesto, poi dimostra attraverso un esperimento con delle noci di cocco che non ha davvero rischiato la vita, ma al più un trauma cranico, e quindi non esiste alcun debito da ripagare.
Ed, che ha assistito alla scampata caduta di Maurice, rimane affascinato dall'idea della morte. Shelly teme che il ragazzo indiano abbia propositi suicidi, ma sono solo innocue fantasie e insieme le esorcizzano ponendo una moneta sulle rotaie e assistendo al passaggio di un treno su di essa.
Il vento fa perdere l'orientamento anche a un gregge di pecore, che invade il centro del paese, con la frustrazione del pastore basco Enrique, che non sopporta più quegli animali e vorrebbe cambiare mestiere.
- Musiche:
- Riferimenti letterari e cinematografici: Chris legge un brano da un romanzo di Raymond Chandler, Chris cita Anna Karenina con Greta Garbo e I compari.

## Rivali in amore
- Titolo originale: Love's Labour Mislaid
- Diretto da: Joe Napolitano
- Scritto da: Jeff Melvoin

### Trama
Maggie sembra non ricordare nulla dell'incontro intimo avuto con Joel, con l'incredulo disappunto di lui, che si sente piuttosto offeso. Pian piano ricostruisce quello che le sembrava solo uno spiacevole sogno e chiarisce la situazione con Joel e Mike: per quanto esista un'animalesca attrazione chimica per il primo, lui rappresenta tutto quello che non desidera in un uomo ed attrae solo la sua "parte oscura", mentre è il secondo, sensibile, coraggioso e divertente, ad attrarla nel modo "giusto".
Lo zio Anku organizza per Ed un matrimonio combinato con Debbie, una coetanea indiana. Il ragazzo è pronto a rispettare la volontà dell'autorevole parente, finché non scopre che lei ha già un compagno, che però non è indiano. Decide quindi di rinunciare al matrimonio, andando contro la tribù, che si rivela però ben disposta ad accettare questa sua decisione.
Holling e Ruth-Anne si dedicano al birdwatching, andando in cerca di un raro uccello siberiano.
- Musiche:
- Riferimenti letterari e cinematografici: Ed cita i film Arturo e South Pacific.

## Una notte lunga un giorno
- Titolo originale: Northern Lights
- Diretto da: Bill D'Elia
- Scritto da: Diane Frolov, Andrew Schneider

### Trama
In prossimità del solstizio d'inverno, l'oscurità estesa per gran parte del giorno causa le più diverse reazioni negli abitanti di Cicely. Holling sprofonda in un vero e proprio letargo, che dura interi giorni, Chris si dedica con entusiasmo ad una nuova performance creativa, la realizzazione di una "scultura di luci".
Joel vorrebbe fuggire per una meritata vacanza ai Caraibi, ma quando questa gli viene negata decide di scioperare. Sarà costretto a recedere dai propri determinati propositi di fronte alla causa intentatagli per interruzione del servizio e allo sfratto dalla casa fornitagli dallo Stato.
L'apparizione del primo vagabondo senzatetto a Cicely indispettisce Maurice, che tiene in modo particolare al decoro della cittadina a cui ha dedicato tutto il proprio impegno. Vorrebbe farlo sparire al più presto, ma quando scopre che si tratta di un ex marine, veterano del Vietnam, comincia ad interessarsi a lui e gli offre anche un lavoro, che l'uomo però rifiuta perché ha scelto una vita di vagabondaggio.
- Musiche: Ebudae (Enya)
- Riferimenti letterari e cinematografici: Ed cita il film La scuola della violenza.

## Faida in famiglia
- Titolo originale: Family Feud
- Diretto da: Adam Arkin
- Scritto da: David Assael

### Trama
L'esposizione al pubblico del nuovo totem di famiglia dei Whirlwhind, della tribù dei Corvi, riaccende una vecchia faida con la tribù degli Orsi, iniziata negli anni trenta e mai risolta. Cicely è spaccata in due, vecchi amici non si parlano più. Sarà il giovane Ed a trovare la soluzione più semplice, affiancare al totem dei Corvi uno dedicato agli Orsi.
Shelly continua ad aver visioni di ballerini. Quando il guaritore indiano Leonard le spiega che il suo subconscio sta dicendole che deve trovarsi un compagno per il ballo che è la vita, lei chiede ad Holling di sposarla e lui accetta di buon grado. Stavolta, al terzo tentativo, la loro cerimonia di matrimonio va a buon fine.
Joel non sopporta la vista di Maggie che, una volta superati tutti i propri timori di poter causare la morte dei propri compagni, ha deciso di frequentare seriamente Mike, e sente il bisogno di chiarire con la donna la loro bizzarra relazione. Alla fine concluderanno di essere l'uno per l'altro "desiderosi reciprocamente incompatibili".
- Musiche:
- Riferimenti letterari e cinematografici: Ed cita Il padrino e L'ultima tentazione di Cristo.

## Nostalgia
- Diretto da: Nick Marck
- Scritto da: Jeff Vlaming

Quando scopre dagli ultimi esami medici di essere completamente guarito, grazie alla sua permanenza a Cicely, Mike decide di lasciare il proprio esilio per proseguire altrove la battaglia contro l'inquinamento ambientale, a Murmansk, nell'estremo nord della Russia, oltre il circolo polare. Questo significa anche lasciare Maggie proprio quando la loro relazione stava funzionando alla grande, ma i suoi principi sono più importanti di qualunque altra cosa.
Shelly, ora che è formalmente sposata e si sente a tutti gli effetti una moglie, sente il bisogno di cambiare l'aspetto della camera da letto matrimoniale. Il nuovo arredamento, completamente rosa, trasforma la stanza in una vera e propria bomboniera, che Holling (e qualsiasi altro uomo, a detta di Joel) non può sopportare e il conseguente stress psicologico gli causa la sua prima costipazione in oltre sessant'anni di vita. Ma è disposto a soffrire in silenzio per non scontentare la giovane compagna.
Maurice fa letteralmente trasportare la propria casa di famiglia dall'Oklahoma a Cicely, mettendola accanto alla propria. È l'occasione per un viaggio nel passato e per un ricordo del defunto fratello.

### Colonna sonora
- A Coolin Medley (The Chieftans)

### Citazioni
- Tutto quella notte
- Casablanca
- L'uomo che amo
- Marcel Proust
- Joseph Campbell

## La grande festa
- Titolo originale: The Big Feast
- Diretto da: Rob Thompson
- Scritto da: Mitchell Burgess, Robin Green

### Trama
Per festeggiare i venticinque anni della Minnifield Communications, Maurice organizza un grande, elaborato banchetto per molti dei suoi concittadini. Joel si offende per non essere stato invitato, ma il suo invito è solo andato perso a causa delle poste.
Adam riappare opportunamente a Cicely, dopo una lunga assenza, in compagnia della moglie Eve e del loro neonato, giusto in tempo per sostituire il cuoco assunto da Maurice, non all'altezza dell'impegno.
- Musiche:
- Riferimenti letterari e cinematografici:

## Preghiera per qualcuno che abbiamo amato
- Titolo originale: Kaddish for Uncle Manny
- Diretto da: Michael Lange
- Scritto da: Jeff Melvoin

### Trama
Quando riceve la notizia della morte dello zio Manny, una figura importante della sua vita, Joel vorrebbe rendergli degnamente omaggio, ma a Cicely non ci sono altri ebrei con cui possa formare il tradizionale gruppo di preghiera, il minian, per recitare l'appropriato kaddish. Maurice e gli altri si mobilitano per trovare i nove ebrei necessari nelle città vicine, ma Joel giunge alla conclusione che non vuole condividere quell'importante momento con dei "mercenari", a cui è accomunato solo dalla religione, ma con la sua vera comunità, Cicely.
Marilyn ha bisogno di un nuovo compagno di danza e crede di aver trovato la persona adatta in Holling, che ne è molto lusingato, mentre Shelly si scopre gelosa. Alla fine l'indiana ritorna con il precedente partner.
Chris riceve la visita dei fratelli Miller, membri della famiglia con cui gli Stevens portano avanti un'accesa rivalità da molti decenni, venuti fino in Alaska per combattere contro di lui. Chris coinvolge anche il fratellastro Bernard, che però non ha la minima intenzione di partecipare e riesce a convincere gli altri a rinunciare al combattimento, spiegando loro che dando finalmente sfogo a quell'odio reciproco che hanno coltivato per tanti anni le loro vite perderebbero di senso. 
- Musiche:
- Riferimenti letterari e cinematografici: Ed cita Il violinista sul tetto, Spartacus, Joel sogna una versione ebraica di I magnifici sette.

## Fango e sangue
- Titolo originale: Mud and Blood
- Diretto da: Jim Charleston
- Scritto da: Diane Frolov, Andrew Schneider

### Trama
L'arrivo della primavera è sempre piuttosto traumatico per gli abitanti di Cicely, che reagiscono nei modi più diversi al cambiamento climatico.
Joel è tormentato in modo particolare dalle zanzare che infestano la cittadina, trasformata in una distesa di fango dalle piogge.
Holling sente il pressante bisogno di coltivare con le proprie mani, ma quando il lavoro nei campi non lo soddisfa come pensava, scopre di aver già seminato a dovere: Shelly è incinta.
Il fatto che Mike non solo non sia morto per aver avuto una relazione con lei, ma addirittura sia guarito, dà una nuova fama di guaritrice a Maggie, che vive con entusiasmo la nuova situazione, dopo essersi sentita per anni una "forza negativa".
- Musiche:
- Riferimenti letterari e cinematografici: Ed cita Resurrection con Ellen Burstyn e Sam Shepard.

## A letto con il nemico
- Titolo originale: Sleeping with the Enemy
- Diretto da: Frank Prinzi
- Scritto da: Mitchell Burgess, Robin Green

### Trama
Maurice riceve la visita del figlio Duk Won, che vuole presentargli la propria fidanzata e ottenere la sua approvazione per il matrimonio. In un primo momento non ha alcun problema a concedergliela, finché non scopre che la donna è la figlia di una famigerata personalità della Corea del Nord, un suo nemico ai tempi della guerra in Corea. Duk Won, tradizionalista, è disposto a rinunciare al matrimonio di fronte al suo parere contrario, ma alla fine Maurice lascerà che il figlio possa fare le proprie scelte senza che il suo passato debba influenzarle.
Ed, rendendosi conto che la lingua della sua tribù rischia di sparire con la progressiva scomparsa degli anziani, decide di doppiare in tlingit un film classico di Hollywood.
Holling, abituato ad un'intensa vita sessuale (fino a quattro rapporti al giorno!), è frustrato dal fatto che Shelly, da quando è incinta, abbia avuto un notevole calo del desiderio. Per risolvere il problema si rivolge prima a Joel, per una soluzione medica, poi a Chris, per un aiuto non convenzionale.
- Musiche:
- Riferimenti letterari e cinematografici: Ed cita L'ultimo dei Mohicani.

## Referto... per Vicky
- Titolo originale: Old Tree
- Diretto da: Michael Fresco
- Scritto da: Diane Frolov, Robin Green

### Trama
Quando si scopre che un vecchio albero, l'Old Vic, è ormai morente, Maurice, che possiede il terreno su cui si trova, vorrebbe abbatterlo, ma la cittadinanza di Cicely si oppone, dimostrando di provare un particolare affetto per l'albero e di considerarlo un monumento storico locale. Joel è costretto ad improvvisarsi "dottore degli alberi" e solo dopo la sua prognosi negativa l'Old Vic viene infine abbattuto, malgrado il generale dispiacere. Maurice, invece di sfruttare il terreno liberatosi dell'ingombrante "vecchia gloria", decide di piantare un nuovo albero.
Ogni volta che Maggie parla a Joel con gentilezza, questi si fa del male (prima ad una gamba, poi ad una mano), quindi le chiede di ricominciare a trattarlo nell'abituale, rassicurante modo sgarbato.
Inspiegabilmente Shelly comincia a cantare, invece di parlare, e teme che la cosa possa nuocere alla sua gravidanza.
- Musiche: Turn, Turn, Turn (The Byrds)
- Riferimenti letterari e cinematografici: Ed cita Io confesso con Montgomery Clift.